# Nuria Marbà Bordalba
Nuria Marbà Bordalba (29 de agosto de 1967) es una bióloga marina experta en ecología (la biología de los ecosistemas) y el cambio climático.
Su principal campo de trabajo está centrado en la ecología de las plantas marinas, en este campo y en el cambio climático Marbà es una de las principales referencias científicas en España en cuanto al estado y diversidad del fondo marino.

## Trayectoria
Como doctora e investigadora científica (científica titular del Consejo Superior de Investigaciones Científicas CSIC en IMEDEA entre otros) es autora de más de 70 publicaciones científicas y académicas. Se licenció en Biología por la Universidad de Barcelona en 1990 a la par que comienza el "Máster en Oceanología Aplicada" en la Universidad de Perpiñán. Desde 1991 hasta que finalmente se doctora en Biología en 1995, participa como becaria predoctoral en Australia, Dinamarca, Holanda y el CSIC.
Comenzó su actividad como Científica titular del Consejo Superior de Investigaciones Científicas (CSIC) en 2002. Como investigadora científica forma parte del Instituto Mediterráneo de Estudios Avanzados  (IMEDEA CSIC-UIB), del Centro de investigación adscrito al Consejo Superior de Investigaciones Científicas (CSIC), de la Universidad de las Islas Baleares, . Como docente ha participado en Conferencias, Simposios, Máster Universitarios así como participado en estudios y artículos científicos de relevancia.